# ديريك جنسن
ديريك جنسن (بالإنجليزية: Derrick Jensen)‏ (19 ديسمبر 1960)؛ كاتب، عالم بيئة، فيلسوف وروائي أمريكي. درس في جامعة كولورادو للمناجم.

## روابط خارجية
- ديريك جنسن على موقع IMDb (الإنجليزية)
- ديريك جنسن على موقع ميوزك برينز (الإنجليزية)
- ديريك جنسن على موقع ديسكوغز (الإنجليزية)
- ديريك جنسن على موقع قاعدة بيانات الفيلم (الإنجليزية)